# Zygometis
Zygometis là một chi nhện trong họ Thomisidae.